# Avenida Presidente Medina
Avenida Presidente Medina (también llamada alternativamente Avenida Victoria) es el nombre que recibe una arteria vial localizada en el Municipio Libertador al oeste del Distrito Metropolitano de Caracas y al centro norte del país sudamericano de Venezuela. Recibe su nombre en honor de Isaías Medina Angarita presidente de Venezuela entre 1941 y 1945.

## Descripción

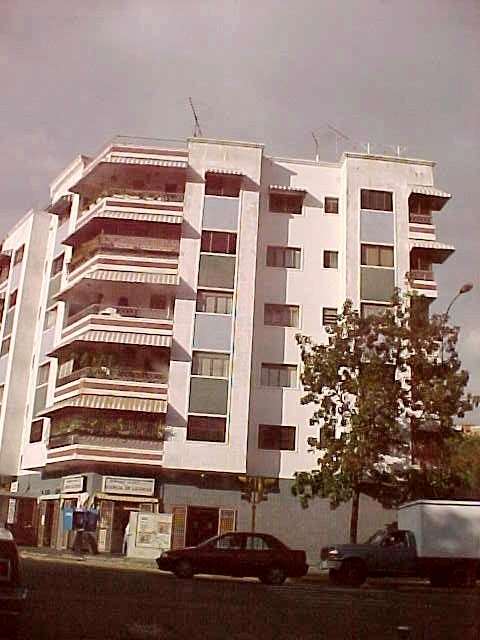
Vista de la avenida en el 2000

Se trata de una vía de transporte que conecta la Avenida Nueva Granada, la Avenida Fuerzas Armadas y la Cota 905 (Avenida Guzmán Blanco) con la Avenida Paseo Los Ilustres y la Avenida Universitaria. En su recorrido también se vincula con la Avenida Minerva, la Avenida Guayana, la Calle Gran Colombia, la Avenida Valencia, la Avenida Cataluña, Avenida Costa Rica, Avenida La Rambla, Calle Cuba, Avenida Nicaragua, Calle Chile, Calle El progreso, Avenida María Teresa del Toro, Calle Humdboldt.
En su trayecto o en sus alrededores destacan el Edificio La Roca, el Centro Comercial Multiplaza Victoria, el Edificio Far Valls, el Edificio Occidente, el Banco Venezolano de Crédito, el Central Madeirense, el edificio Torre Victoria, el Edificio Yaquari, el edificio Trovador, las residencias don Cruz, entre otras.